# Rebutia senilis

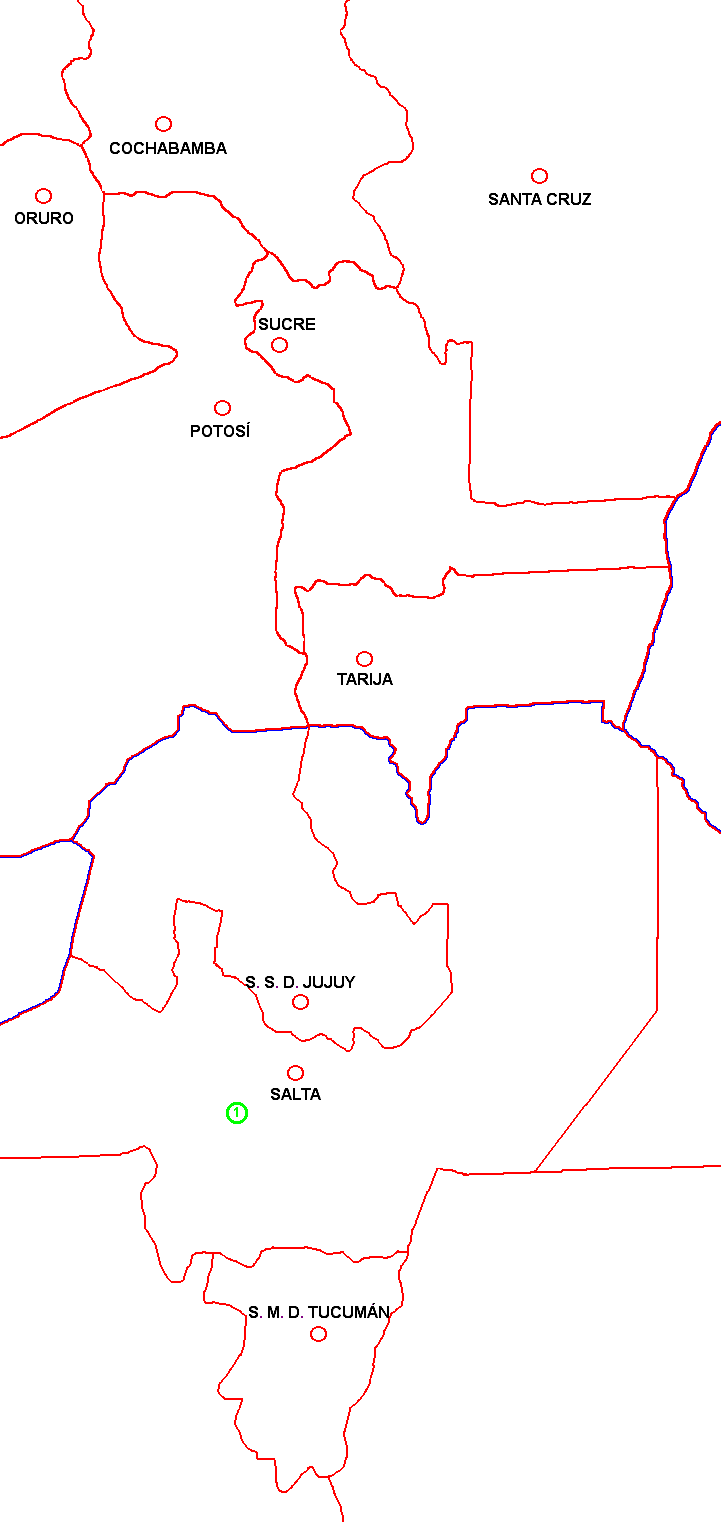
Mapa rozšíření R. senilis var. senilis

Rebutia senilis je mimořádně pěkný a vděčný druh rodu rebucie, charakteristický svými nápadnými, hojnými květy a hustým bílým otrněním. Pojmenován byl podle svého celkového vzhledu, senilis znamená stařecký, což se vztahuje k otrnění.

## Rebutia senilisBackeb. var.senilis
Backeberg, Curt; Der Kakteen-Freund, 1: 123, 1932
Sekce Rebutia, řada Senilis
Synonyma: 
- Rebutia minuscula K.Sch. var. senilis (Backeb.) Simon; Kakteenkunde, p.78, 1937
- Lobivia senilis (Backeb.) Kelsey & Dayton; Standard. Pl. Names, p. 73, 1942
- Rebutia senilis Backeb. var. semperflorens Poind.; Cact. Succ. J. (US), 11: 66, 1939

### Popis
Stonek jednotlivý až poněkud odnožující, nejprve široce okrouhlý, později ploše kulovitý až kulovitý, až 70 mm široký a 80 mm vysoký, s vláknitými kořeny; pokožka sytě zelená. Žebra zcela rozložená do okrouhlých, bradavkovitých, spirálovitě uspořádaných, 2 - 3 mm vysokých hrbolků; areoly oválné, 1 - 2 mm velké, pokryté hojnou, dlouho vytrvávající, bílou vlnou. Trny početné, dlouhé, vápnitě bílé, husté, až 30 mm dlouhé, štětinovité až slabě jehlovité, v počtu až 35, těžko rozlišitelné na okrajové a středové, přímé, stranou a ven směřující.
Květy ze starších areol, asi 35 mm dlouhé a široké, karmínově červené, samosprašné; květní lůžko kulovité, 3 - 4 mm široké, žlutooranžové, pokryté trojúhelníkovitými, zcela holými hnědočervenými šupinami; květní trubka nálevkovitá, dole 3 - 4 mm, nahoře až 10 mm široká, zcela volná, bez srůstu s čnělkou, uvnitř bělavá, vně světle načervenalá, pokrytá delšími, nahnědle růžovými, holými šupinami; okvětní lístky úzce kopinaté, vybíhající do dlouhé špičky, 18 - 25 mm dlouhé, dosti řídce postavené; nitky světle žluté, 8 - 12 mm dlouhé, nejdelší nahoře, prašníky žluté; čnělka a blizna bělavé, nitkovitá roztažená ramena blizny v úrovni nejvyšších prašníků. Plod kulovitý, 5 - 8 mm velký, nažloutle červený, pokrytý holými, olivově hnědými šupinami. Semena černá, asi 1,2 mm dlouhá a 0,8 mm široká, testa lesklá, drobně hrbolatá, hilum bílé.

### Variety a formy
Celý okruh R. senilis je mimořádně proměnlivý, zejména ve vybarvení květů a vzhledu otrnění. Určitým problémem je zde pouze fakt, že podkladem pro většinu jmen, které byly na úrovni variety i druhu publikovány ponejvíce autorem základního druhu, C. Backebergem, nebyly přírodní exempláře, ale kulturní rostliny, které se objevily ve sbírkách. Pro většinu taxonů také dodnes není k dispozici vazba na nějakou přirozenou populaci.
Již současně s popisem druhu popsal C. Backeberg i R. senilis var. stuemeri s jemnějším, řidším otrněním a žlutočerveným květem. Roku 1935 stejný autor publikoval R. senilis var. lilacino-rosea s fialově růžovými květy, R. senilis var. aurescens s více nažloutlými a R. senilis var. breviseta s nápadně krátkými trny. Současně jako R. chrysacantha publikoval další blízkou rostlinu, která je charakterizována řidším a spíše silnějším, nažloutlým otrněním a ve stáří více protáhlými až krátce sloupovitými stonky. K tomuto taxonu mají blízko i další rostliny, které byly prvotně popsány jako variety R. senilis - var. iseliniana s oranžovými květy, var. kesselringiana se žlutými květy a var. elegans a var. schieliana se žlutočervenými květy. Kromě toho byl jako R. senilis var. hyalacantha popsán i další taxon, který podle současného pojetí patří k jinému druhu.
Jako R. senilis, případně R. senilis var. nebo R. senilis f. byly v novější době označeny např. sběry FR 941, 941a; WR 167, 661, 706a, 706b, 706c, 769, 785; MN 0022, 0113, 0221; KK 845, 1243; RH 476, 1190 (?), 1277 (?).

### Výskyt a rozšíření
Všechny variety a formy spojované s R. senilis pocházejí z Argentiny, z provincie Salta, zejména z vyšších částí Quebrada de Escoipe a přiléhajících oblastí. První rostliny z tohoto příbuzenstva tam nalezl a sbíral C. Backeberg již počátkem 30. let minulého století. Ze stejné oblasti (Escoipe, Chorillos, okolí Volcan Cachi) pocházejí také všechny novější sběry, které byly k tomu druhu přiřazeny, pouze u sběru RH 1190 bylo jako místo nálezu uvedeno Hualinchay, provincie Tucuman, ale tento sběr je řazen s otazníkem nejen k R. senilis, ale také k R. minuscula.